# Kapjesvingermos-associatie
De kapjesvingermos-associatie (Physcietum adscendentis) is een associatie uit het verbond van groot dooiermos (Xanthorion parietinae). De associatie omvat eutrafente tot hypertafente microvegetatie waarin grijze en gele, blad- en korstvormige lichenen aspectbepalend optreden.

## Naamgeving en codering
| Xanthorietum parietinae Felföly 1941 |

- Syntaxoncode voor Nederland (rVvN): r53Bb02

De wetenschappelijke naam Physcietum adscendentis is afgeleid van de botanische naam van kapjesvingermos (Physcia adscendens).

## Fysiognomie
Qua fysiognomie is de kapjesvingermos-associatie veelal vrij goed herkenbaar. Het vegetatieaspect wordt in hoge mate gevormd door een patroon van (goud)gele en (zilver)grijze, korst- en bladvormige lichenen.
Symmorfologisch is de associatie meestal vrij eenvoudig. De vegetatiestructuur wordt uitsluitend gevormd door een dominante moslaag waarin korstvormige en bladvormige lichenen samen de structuur bepalen.

## Ecologie
De kapjesvingermos-associatie ontwikkelt zich op zeer goed belichte tot halfbeschaduwde, basenrijke, eutrofe tot hypertrofe standplaatsen. Het meest vestigt de gemeenschap zich als als epifytische vegetatie op houtige delen van bomen en struiken. Echter komt de associatie ook veelvuldig voor op steen en zelfs metaal, verf en kunststof. Niet-epifytische vormen van de associatie duiden vrijwel altijd op eutrofiëring. Naast stikstofdepositie van de landbouw of van verkeer is op veel standplaatsen van de associatie sprake van guanotrofie. Terrestrisch komt de gemeenschap niet voor.
De associatie vormt een belangrijk microhabitat voor de korstmosparasieten Illosporiopsis christiansenii, Lichenochora physciicola en Laetisaria lichenicola.

## Vegetatiezonering
In de vegetatiezonering komt de kapjesvingermos-associatie als microgemeenschap voor in allerlei gemeenschappen waar open, lichte, eutrafente standplaatsen aanwezig zijn. Van nature is de associatie aanwezig op bomen in bosranden van het verbond van els en vogelkers en de klasse van wilgenvloedbossen en -struwelen.

## Verspreiding
Het volledige verspreidingsgebied van de sinaasappelkorst-associatie op Aarde is (nog) niet bekend. In Nederland en Vlaanderen komt is de associatie zeer algemeen.

## Diagnostische taxa
In de onderstaande synoptische tabel staan de belangrijkste diagnostische taxa voor de kapjesvingermos-associatie.
| Kentaxon | Triviale naam    | Botanische naam          | Opmerking |
| -------- | ---------------- | ------------------------ | --------- |
| kV       | kapjesvingermos  | Physcia adscendens       |           |
| kV       | heksenvingermos  | Physcia tenella          |           |
| kV       | poedergeelkorst  | Candelariella reflexa    |           |
| kV       | groot dooiermos  | Xanthoria parietina      |           |
| kV       | rond schaduwmos  | Phaeophyscia orbicularis |           |
|          | lobjesvingermos  | Physcia tribacia         |           |
|          | witkopvingermos  | Physcia tribacioides     |           |
| bg       | gewoon schildmos | Parmelia sulcata         |           |

## Fotogalerij

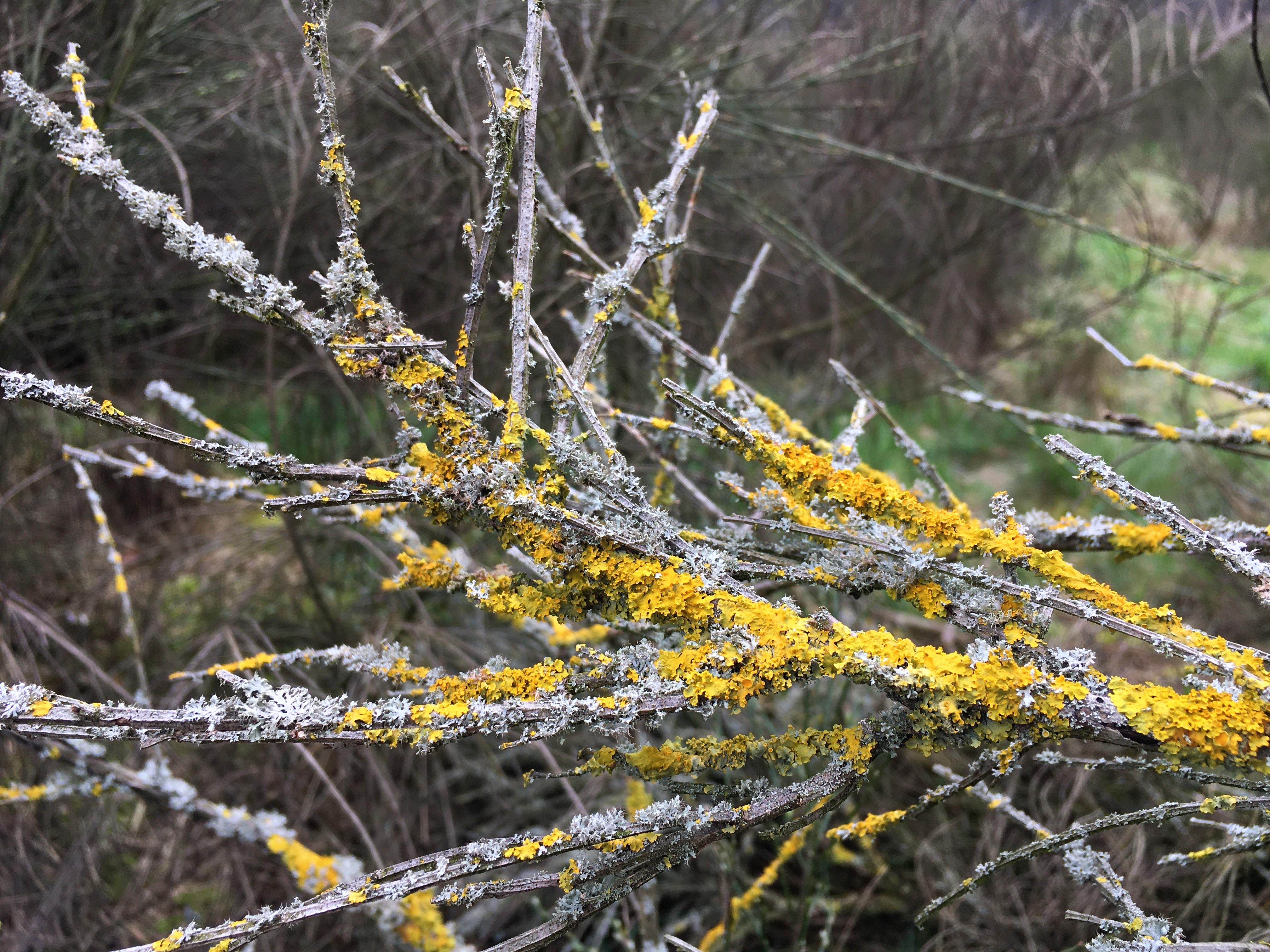
De kapjesvingermos-associatie op geëutrofieerde bremtakken
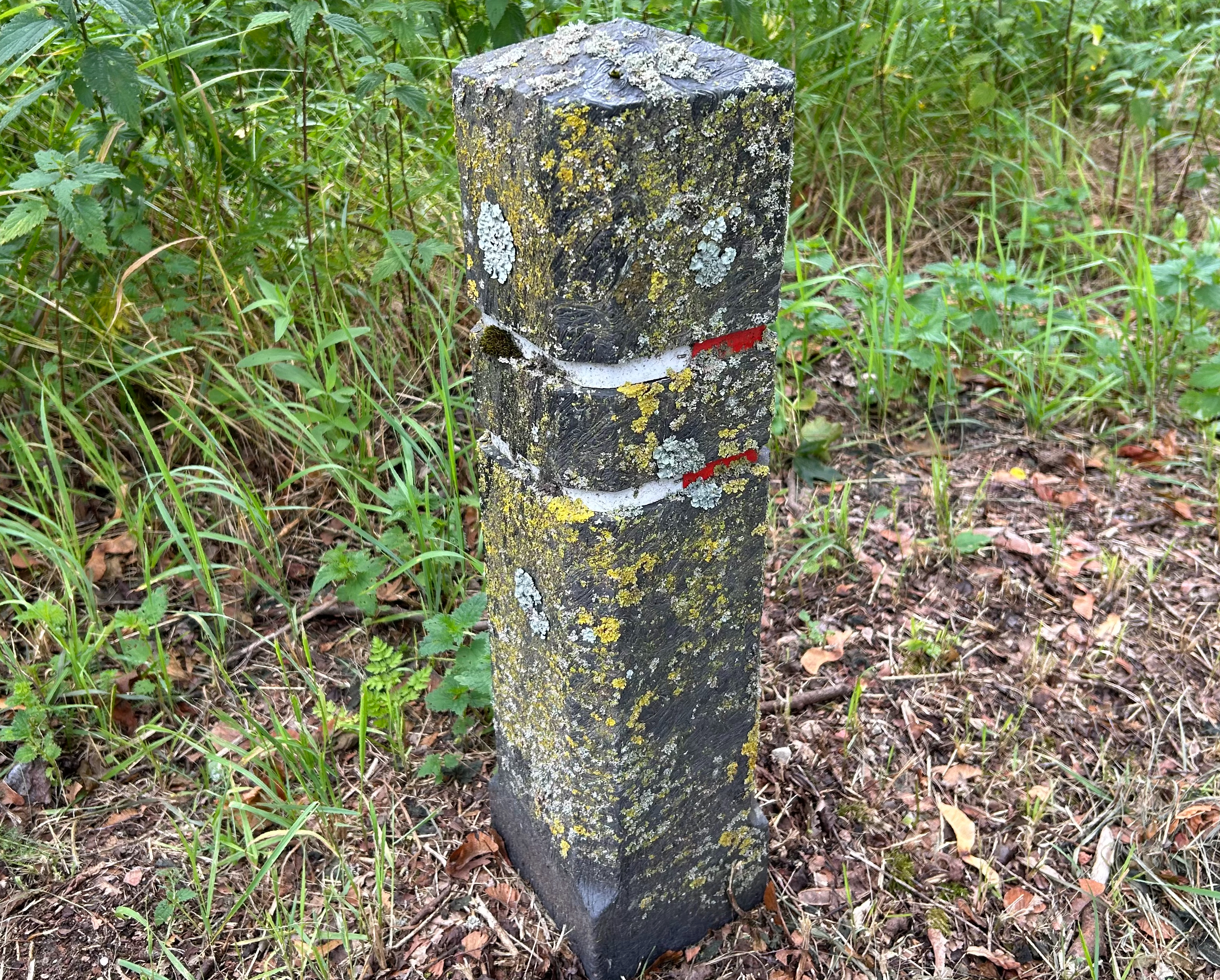
De associatie op een geëutrofieerde kunststof diamantkoppaal
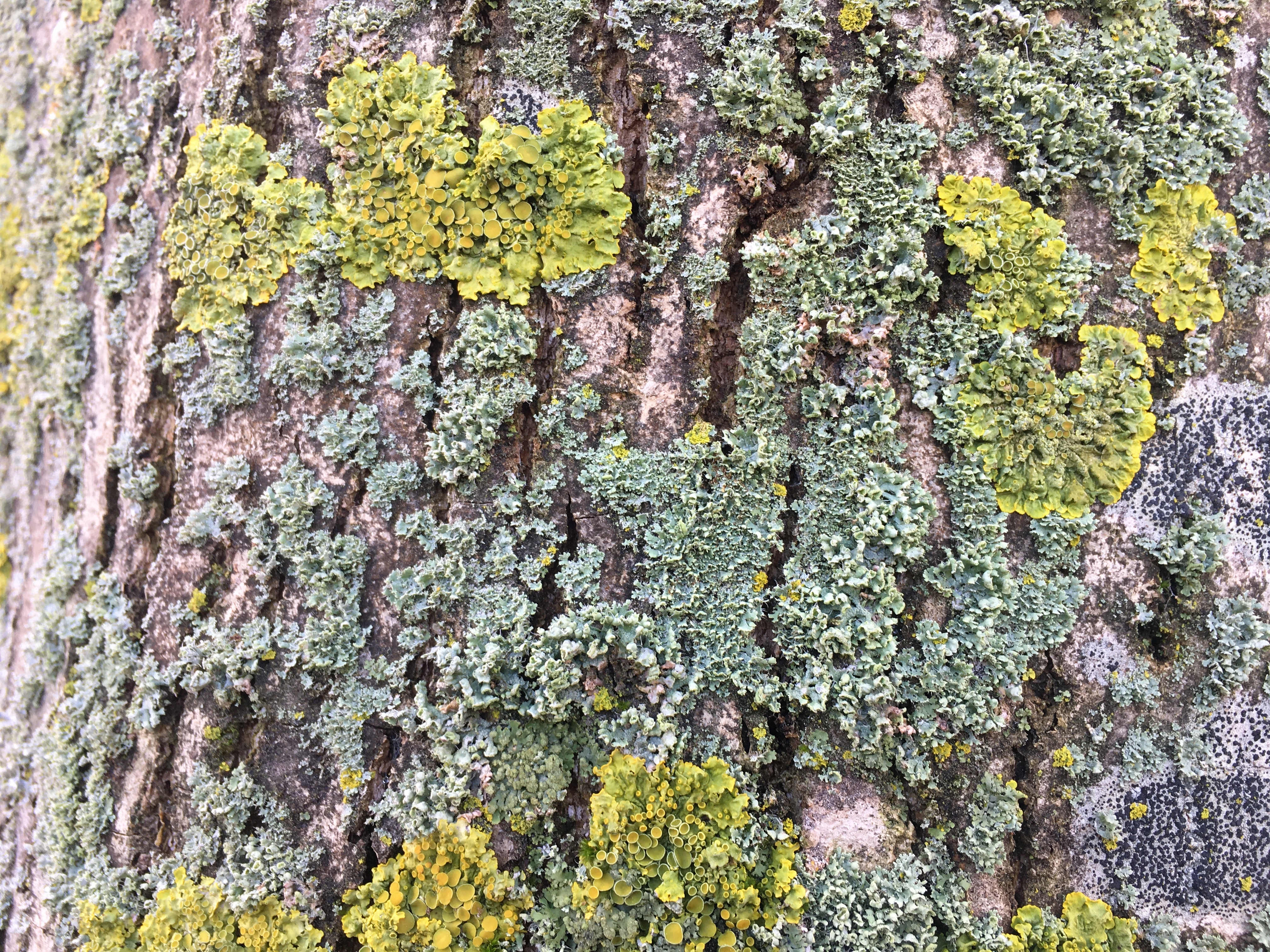
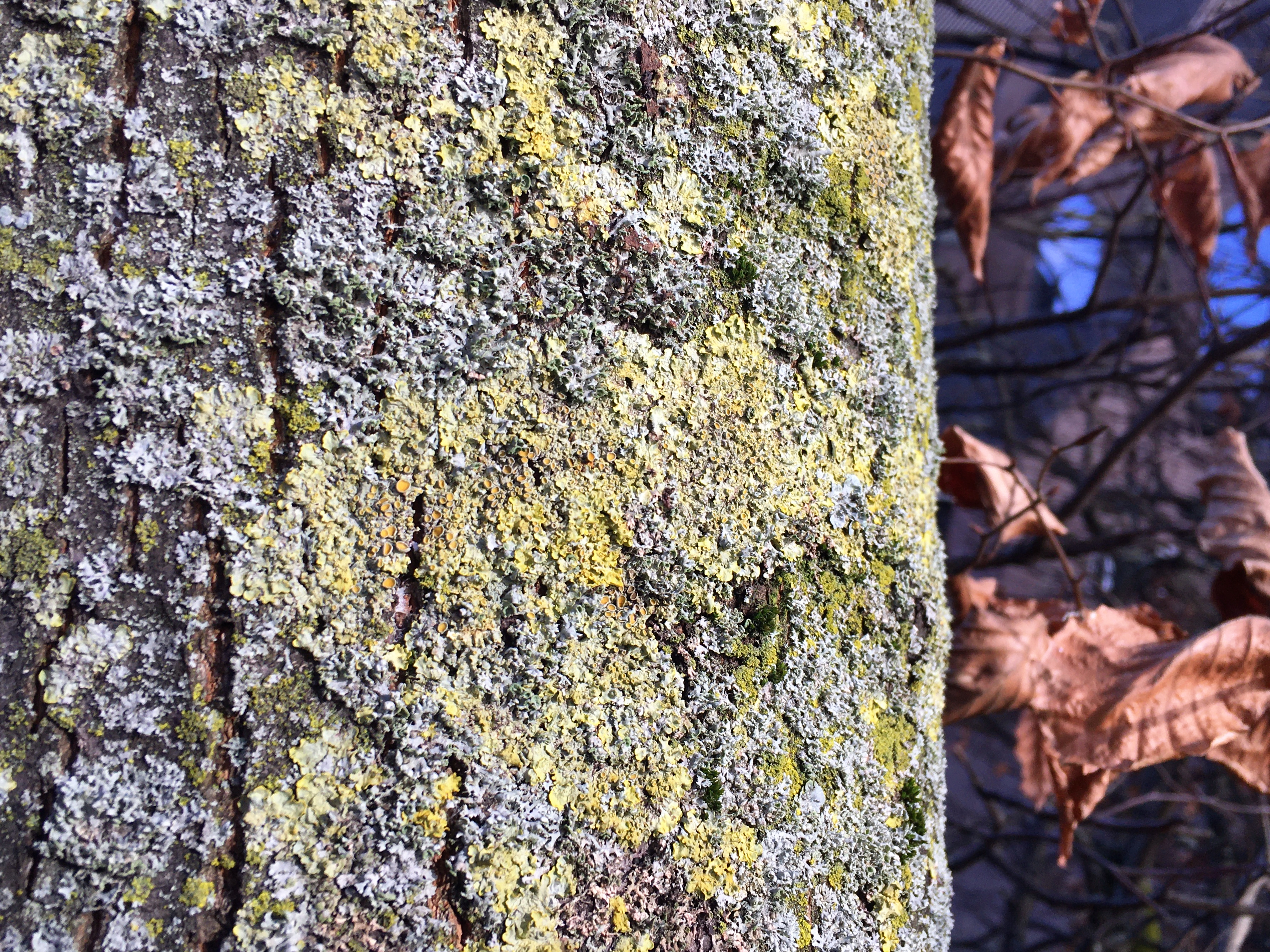
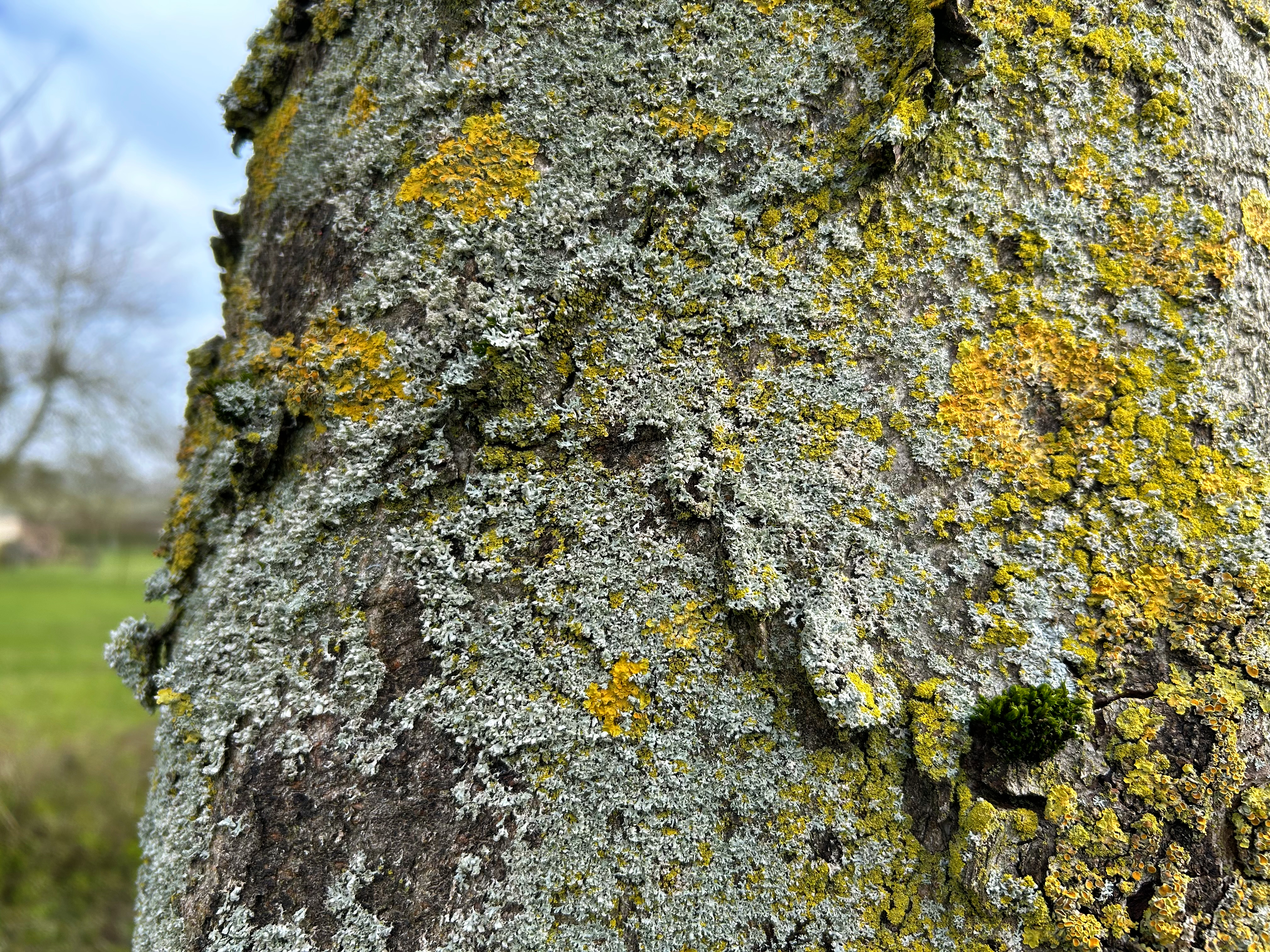
De associatie op een de schors van een paardenkastanje
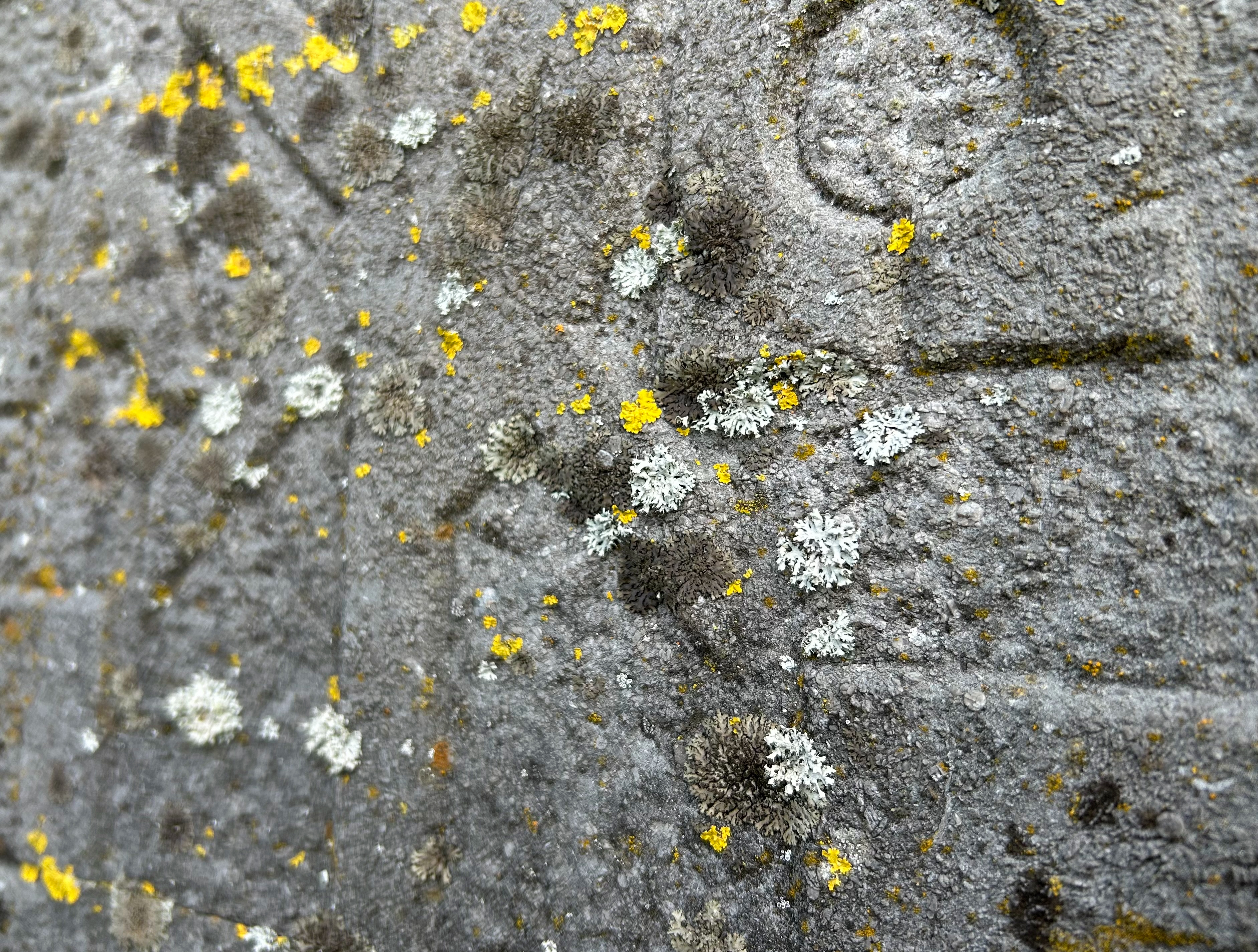
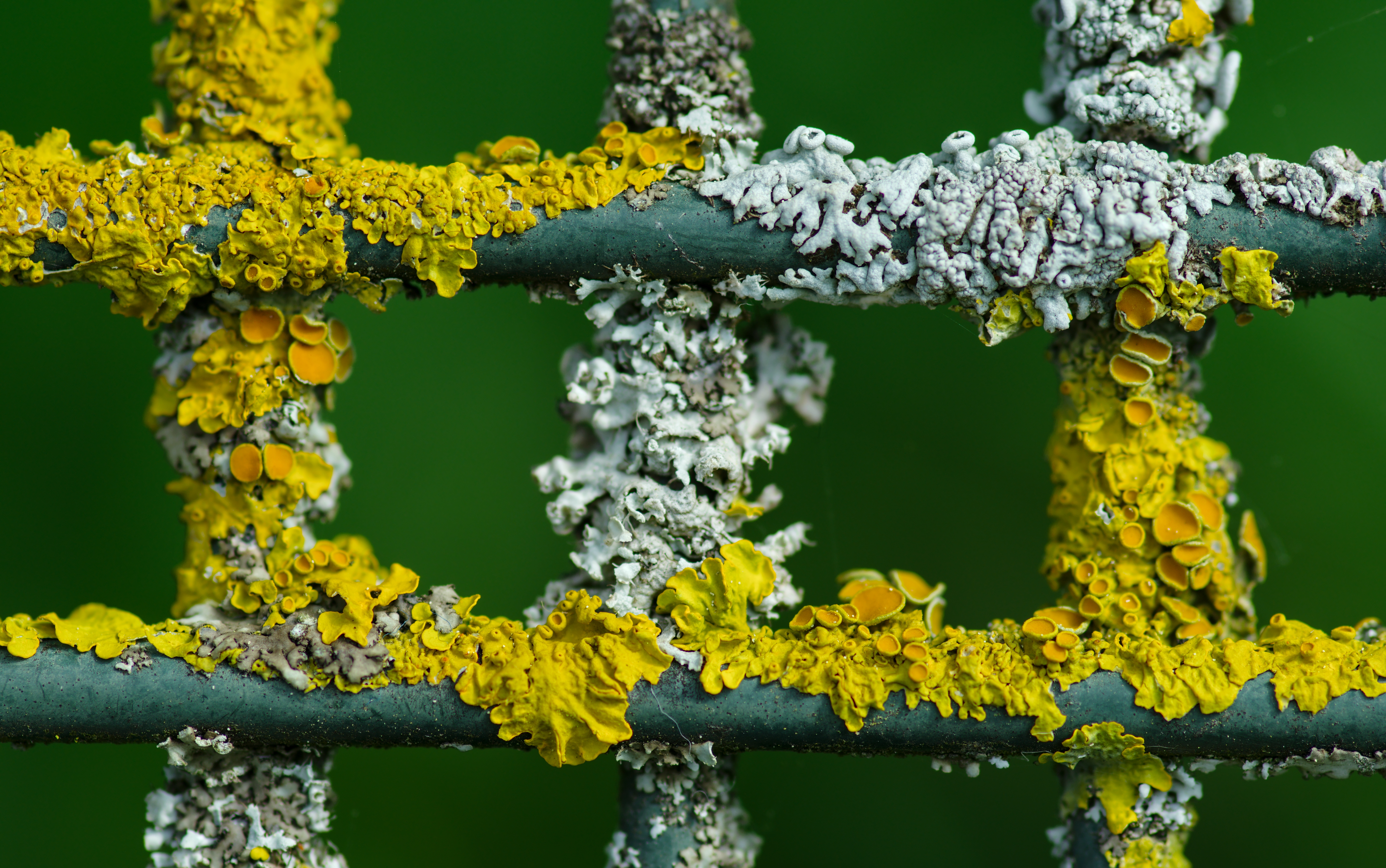